# باتلر (میزوری)
باتلر (به انگلیسی: Butler) یک شهر در ایالات متحده آمریکا است که در شهرستان بیتس، میزوری واقع شده‌است. باتلر ۱۰٫۵۷ کیلومتر مربع مساحت و ۴٬۲۱۹ نفر جمعیت دارد و ۲۶۳ متر بالاتر از سطح دریا قرار دارد.